# Jerico Moonrider
Jerico Moonrider es un personaje de la Guerra de las Galaxias.
Jerico Moonrider es un humano que nació en Coruscant en el año 49 antes de la batalla de Yavin y fue identificado rápidamente por el Consejo Jedi como alguien capaz de utilizar la Fuerza. Gracias al entrenamiento al que se sometió, consiguió ser un padawan y recorrió la galaxia solucionando problemas.
A los 16 años comenzó a tener visiones acerca del futuro y relacionadas con el lado oscuro. Tras salvar a su hermano de caer en el lado oscuro fue ascendido a Caballero Jedi y se dedicó a buscar información acerca de la historia pasada de los Jedi.
Acudió a la batalla de Geonosis y posteriormente se recluyó en el Templo Jedi de Coruscant durante la Guerra para instruir a nuevos pupilos. Cuando Darth Vader asaltó el Templo Jedi, Jerico fue uno de los pocos Jedi que lograron huir.
Después se marchó al Borde Exterior e intentó guardar todo su conocimiento en un holocrón diseñado por la Maestra Ynnead para preservar sus conocimientos. Se cree que fue un héroe local en el planeta en el que se recluyó cuando se opuso al Imperio Galáctico, pero ninguna fuente puede confirmarlo.
- Datos: Q5929343